# Набор инструменти (компютри)
Набор инструменти (нарича се и библиотека с инструменти; на английски: Widget Toolkit известен също като Widget Library) е софтуерен интерфейс за програмиране на приложения, който съдържа набор от графични елементи (приспособления, джаджи), предназначени за проектиране на софтуер със собствен графичен потребителски интерфейс.